# ダイオライト
ダイオライト（Diolite、1927年 - 1951年8月25日）はイギリスの競走馬。競走馬として2000ギニーステークスなどを制し、1935年に日本の宮内省下総御料牧場によって種牡馬として宮内省の農林技士であった横屋潤・井上綱雄に購買され輸入。日本初の三冠馬セントライトなどを送り出した。1941年 - 1943年、1946年日本リーディングサイアー。

## 経歴

### 日本輸入まで
2000ギニー馬ディオフォンの初年度産駒の一頭。産まれて間もない頃はかなり小柄だったためあまり期待されず、ニューマーケットのイヤーリングセールでは480ギニーの値しか付かなかった。しかし競走年齢に達する頃には立派な体格に成長し、2歳時にコヴェントリーステークス、モールコームステークスなどを制してイギリス2歳馬チャンピオンとなり、3歳になってクラシック初戦の2000ギニーを制した。これは父ディオフォンとの父子制覇ともなっている。エプソムダービー当日は「ダイオライト・デー」と呼ばれるほどの大本命となったが、3着に敗れている。
24戦6勝の成績を残して4歳をもって競走馬を引退し、その後は同地で種牡馬となったが活躍馬に恵まれず、1935年に日本の宮内省が管理する下総御料牧場に導入された。種牡馬として精彩を欠いていたとはいえ、近代競馬発祥の地イギリスのクラシック競走優勝馬が日本に輸入されるのは当時異例のことであり、購買価格は8500ギニー、当時の日本円でおよそ18万円と極めて莫大なものになった。この輸入は当時の人々の耳目を集め、宮内省主導の輸入であったこともあり、ダイオライトの横浜税関到着時には政府高官を対象とした観覧に供された。その雄大な馬格はそこで概ね好評を博したが、御料牧場の関係者は後ろ脚が曲がっていることを危惧し、「本当に大丈夫なのか」という疑問の声も上がったという。

### 種牡馬として
日本における種牡馬生活を開始した初年度から1940年の中山四歳牝馬特別（現・桜花賞）優勝馬タイレイ、京都農林省賞典四歳呼馬（現・菊花賞）優勝馬テツザクラを送り出し、不安を杞憂に変えた。特にテツザクラの長距離戦における優勝は、ダイオライトの産駒傾向はスピードタイプになると目されていたために驚きをもって迎えられた。翌1941年にはセントライトが連戦連勝。2戦目で横浜農林省賞典四歳呼馬（現・皐月賞）に優勝し、東京優駿は現在まで史上最大着差タイの8馬身差で圧勝、引退レースとなった京都農林省賞典四歳呼馬も制し、日本初のクラシック三冠馬となった。
セントライトの大活躍によりダイオライトの評価はますます高まり、翌年末より始まった太平洋戦争中にもクラシック優勝馬を含む多くの活躍馬を送り出した。セントライトが活躍した1941年から1943年まで3年連続のリーディングサイアーとなり、戦争激化による競馬休止から明けた1946年にもリーディングを獲得している。戦後も秋の天皇賞馬トヨウメなど活躍馬を送り出していたが、1951年夏、老衰により24歳で死亡した。
代表産駒セントライトは種牡馬としてもまずまずの成績を残したが、父系を繋ぐまでには至らなかった。しかしダイオライトはブルードメアサイアーとしても優秀な成績を残し、ハクチカラ、ハクリヨウなど多くの名馬に影響を与えた。
またダイオライトが日本に輸入された年にフランスで産まれた牝駒ニンフディクテ (Nymphe Dicte) は、繁殖牝馬としてプール・デッセ・デ・プーリッシュ（仏1000ギニー）の勝ち馬ディクタウェイ (Dictaway) を産んでいる。ディクタウェイもまた母になると、ガネー賞やワシントンDCインターナショナルの勝ち馬ダイアトム (Diatome) を産んだ。そしてダイアトムは種牡馬として、春の天皇賞馬クシロキング、アイリッシュダービー馬スティールパルス (Steel Pulse) などを出している。
繋養されていた千葉県にある船橋競馬場では、その功績を記念した重賞競走ダイオライト記念が行われている。

## 主な産駒
太字は八大競走優勝馬
- 1937年産
  - タイレイ（1940年中山四歳牝馬特別）
  - テツザクラ（1940年京都農林省賞典四歳呼馬）
  - シーラス（1941年目黒記念（秋））
- 1938年産
  - セントライト（1941年横浜農林省賞典四歳呼馬、東京優駿、京都農林省賞典四歳呼馬、※顕彰馬）
  - モトクマ（1943年中山農林省賞典障害）
- 1939年産
  - グランドライト（1943年帝室御賞典（春））
  - バンナーゴール（1942年中山四歳牝馬特別）
  - カミワカ（1943年中山農商省賞典障害）
- 1940年産
  - ダイヱレク（1943年横浜農林省賞典四歳呼馬）
  - ヒロサクラ（1944年帝室御賞典（春））
  - トシシロ（ヤマイチ（1954年桜花賞・優駿牝馬）・ホウシユウクイン（1958年桜花賞）などの父）
- 1943年産
  - トヨウメ（1947年中山記念（春）、天皇賞（秋））
- 1944年産
  - ブランドライト（1949年中山大障害（秋））
- 1945年産
  - ハマカゼ（1948年桜花賞、1949年京都記念（春））
  - ヒデヒカリ（1948年農林省賞典、1949年中山記念（秋）、オータジマの母）
- 1948年産
  - サチヒカリ（1952年中山大障害（秋））
- 1950年産
  - クリチカラ（1954年目黒記念（春）、1955年安田賞、日本経済賞、1956年金杯、スプリングハンデキャップ）

### 牝駒の主な産駒
- オータジマ（1959年中山大障害（春））
  - 1959年度最良障害馬
- オーハヤブサ（1962年優駿牝馬）
- クリヒデ（1962年天皇賞（秋））
  - 1962年度最良5歳以上牝馬
- クリペロ（1960年天皇賞（春））
  - 1959年度最良5歳以上牡馬
- ケゴン（1955年皐月賞）
- シラオキ（1949年優駿競走2着、1951年函館記念、コダマの母）
- タカマガハラ（1961年天皇賞（秋））
  - 1961年度最良5歳以上牡馬
- チエリオ
  - 1954年度最良5歳以上牝馬
- ハクチカラ（1956年東京優駿、1957年天皇賞（秋）、有馬記念、1959年ワシントンバースデーハンデキャップ）
  - 1957年度代表馬・最良5歳以上牡馬
  - 顕彰馬
- ハクリヨウ（1953年菊花賞、1954年天皇賞（春））
  - 1954年度代表馬・最良5歳以上牡馬
- ボストニアン（1953年皐月賞、東京優駿）
- マツカゼオー（1959年朝日盃3歳ステークス）
  - 1959年度最良3歳牡馬
- ミツハタ（1952年天皇賞（春））
- ディクタウェイ / Dictaway（1955年プール・デッセ・デ・プーリッシュ、種牡馬ダイアトムの母）
- ヤマトノハナ
  - 1960年度最良5歳以上牝馬

上記のうち、オーハヤブサ・ケゴン・チエリオ・マツカゼオーはオーマツカゼを母とする兄弟、クリヒデ・クリペロはケンタッキーを母とする兄弟である。

## 血統
| ダイオライトの血統       | ダイオライトの血統                                     | ダイオライトの血統                                     | （血統表の出典）                                       | （血統表の出典） |
| 父系                     | エクリプス系                                           | エクリプス系                                           | エクリプス系                                           | [ § 2 ]          |
| 父 Diophon 1921 栗毛     | 父の父Grand Parade 1916 青毛                           | Orby                                                   | Orme                                                   | Orme             |
| 父 Diophon 1921 栗毛     | 父の父Grand Parade 1916 青毛                           | Orby                                                   | Rhoda B.                                               |                  |
| 父 Diophon 1921 栗毛     | 父の父Grand Parade 1916 青毛                           | Grand Geraldine                                        | Desmond                                                | Desmond          |
| 父 Diophon 1921 栗毛     | 父の父Grand Parade 1916 青毛                           | Grand Geraldine                                        | Grand Marnier                                          |                  |
| 父 Diophon 1921 栗毛     | 父の母Donnetta 1900 鹿毛                               | Donovan                                                | Galopin                                                | Galopin          |
| 父 Diophon 1921 栗毛     | 父の母Donnetta 1900 鹿毛                               | Donovan                                                | Mowerina                                               |                  |
| 父 Diophon 1921 栗毛     | 父の母Donnetta 1900 鹿毛                               | Rinovata                                               | Wenlock                                                | Wenlock          |
| 父 Diophon 1921 栗毛     | 父の母Donnetta 1900 鹿毛                               | Rinovata                                               | Traviata                                               |                  |
| 母 Needle Rock 1915 鹿毛 | 母の父Rock Sand 1900 黒鹿毛                            | Sainfoin                                               | Springfield                                            | Springfield      |
| 母 Needle Rock 1915 鹿毛 | 母の父Rock Sand 1900 黒鹿毛                            | Sainfoin                                               | Sanda                                                  |                  |
| 母 Needle Rock 1915 鹿毛 | 母の父Rock Sand 1900 黒鹿毛                            | Roquebrune                                             | St. Simon                                              | St. Simon        |
| 母 Needle Rock 1915 鹿毛 | 母の父Rock Sand 1900 黒鹿毛                            | Roquebrune                                             | St. Marguerite                                         |                  |
| 母 Needle Rock 1915 鹿毛 | 母の母Needlepoint 1908 鹿毛                            | Isinglass                                              | Isonomy                                                | Isonomy          |
| 母 Needle Rock 1915 鹿毛 | 母の母Needlepoint 1908 鹿毛                            | Isinglass                                              | Dead Lock                                              |                  |
| 母 Needle Rock 1915 鹿毛 | 母の母Needlepoint 1908 鹿毛                            | Etui                                                   | Bread Knife                                            | Bread Knife      |
| 母 Needle Rock 1915 鹿毛 | 母の母Needlepoint 1908 鹿毛                            | Etui                                                   | Pindi                                                  |                  |
| 母系(F-No.)              | 4号族(FN:4-p)                                          | 4号族(FN:4-p)                                          | 4号族(FN:4-p)                                          | [ § 3 ]          |
| 5代内の近親交配          | Galopin: S4×M5×M5、Wenlock: S4×M5×M5、St. Simon: M4×S5 | Galopin: S4×M5×M5、Wenlock: S4×M5×M5、St. Simon: M4×S5 | Galopin: S4×M5×M5、Wenlock: S4×M5×M5、St. Simon: M4×S5 | [ § 4 ]          |
| 出典                     | 1. 2. 3. 4.                                            | 1. 2. 3. 4.                                            | 1. 2. 3. 4.                                            | 1. 2. 3. 4.      |